# 井上敏明
井上敏明（日语：／ Inoue Toshiaki，1951年1月3日—1993年2月28日），日本男子田径运动员。他曾参加1972年夏季奥运会和1976年夏季奥运会田径比赛，还曾获得1974年亚洲运动会男子三级跳远金牌。